# Les Portes closes
Les Portes closes  ou Le Mariage de ma meilleure ennemie au Québec (Nice is Different Than Good) est le 112e épisode de la série télévisée Desperate Housewives. Il s'agit du 1er épisode de la saison 6 de la série. Il a été diffusé pour la première fois sur le réseau ABC le 27 septembre 2009.
Une nouvelle famille, les Bolen, emménage dans l'ancienne maison de Mary Alice. Julie Mayer revient à Wisteria Lane rendre visite à sa mère. Pendant ce temps, alors que Lynette fait face à une nouvelle grossesse de jumeaux non désirée, que la nièce de Carlos, Ana, s'amuse à dépasser les limites avec Gabrielle, et que Bree essaie de relativiser sa liaison avec Karl, la future épouse de Mike Delfino est enfin dévoilée au grand jour.

## Résumé

### Thème d'ouverture
« Trouver le péché est chose facile dans les banlieues résidentielles, il suffit de regarder derrière les portes closes. C'est là que vous trouverez vos voisins en train de frauder le fisc, de forcer sur la vodka et de voler les magazines coquins de leurs pères. Oui, les banlieues résidentielles regorgent de pécheurs dont certains se repentent à l'occasion. »

### Résumé de l'épisode
L'épisode se déroule en différentes parties axées autour du mariage de Susan et de Mike. Le commencement est consacré au jour du mariage lui-même jusqu'à l'apparition de Katherine dans l'église. La seconde partie se déroule huit semaines avant le mariage, la troisième un jour avant celui-ci et la dernière nous permet de suivre la suite de la journée du mariage.
On apprend enfin que la femme que Mike épouse est Susan, pour la seconde fois. L'épisode s'ouvre sur ses derniers préparatifs pour la cérémonie, accompagnée de sa fille Julie, revenue à Wisteria Lane pour l'occasion. Lors du flashback, celle-ci se retrouve dans une situation difficile : elle doit en effet aller discuter avec Katherine mais ne peut s'y résigner. Mike tente de l'y inciter mais elle reste campée sur ses positions. C'est le premier épisode dans lequel Katherine commence à devenir psychiquement instable. Alors que Susan est absente, le facteur dépose la robe de mariée chez Katherine qui l'enfile et sur laquelle elle menace subtilement de renverser de la sauce, sous les yeux de Susan, s'excusant quelques instants plus tard. Susan commence peu à peu à s'agacer lorsqu'elle voit Mike prendre pitié pour elle.
Peu avant la cérémonie de mariage, Katherine vient voir Susan et lui demande de lui faire des excuses publiques durant la cérémonie. Celle-ci la pousse alors dans le placard où elle l'enferme. Elle réussira finalement à se libérer mais n'arrivera qu'à la fin, Mike l'implorant de quitter les lieux. C'est finalement Susan qui la retient, faisant des excuses publiques à Katherine devant toute l'assemblée. On voit alors Katherine émue aux larmes prendre Susan dans ses bras et lui rétorquer froidement dans l'oreille que ses excuses ne changeront rien.
Alors que Bree s'est vue refuser le divorce par un chantage, celle-ci entame une relation houleuse avec Karl Mayer, l'ex-mari de Susan. Durant tout l'épisode, son amant tente par tous les moyens de coucher avec elle. Seulement, Bree n'est pas une femme comme les autres, et elle voudrait pouvoir faire cela dans un lieu à ses yeux décent. Ainsi, Karl l'invite à l'hôtel, mais la chambre déplaît à Bree de par son manque d'entretien. C'est finalement le jour du mariage où, profitant d'un instant, elle annonce à son amant qu'elle a réservé une chambre parfaite pour le soir suivant.
Gabrielle a pour sa part un autre problème à régler : celui d'Ana, la nièce de Carlos. Elle a l'impression que cette adolescente prend le mauvais chemin. Elle la rappelle à l'ordre concernant ses tenues vestimentaires, ses sorties... Mais Carlos ne semble pas être totalement de son avis, d'autant plus que Gabrielle refuse de signer les papiers afin de faire d'elle la tutrice légale d'Ana, car elle désire pour le moment garder « toutes les portes ouvertes ». Le déclic a lieu lors d'une soirée à laquelle Gabrielle a interdit Ana de participer. Mais celle-ci ayant fait le mur, Gabrielle se rend à la boite où a lieu la fête et remet la main sur elle. En rentrant, Ana fait part à Gabrielle de son désir de devenir mannequin et de s'émanciper, Gabrielle tentant de lui expliquer en quoi cela n'est pas une bonne idée. Ana lui avoue alors avoir entendu sa conversation avec Carlos sur le fait de vouloir garder « toutes le portes ouvertes ». Gabrielle va donc chercher le contrat la liant à Ana et le signe devant ses yeux. Elle est désormais sa tutrice légale.
Lynette a du mal à se faire à sa nouvelle maternité imprévue. Elle ne se sent pas bien. Alors qu'elle se retrouve dans une salle d'attente face à une future mère exaltée, elle n'hésite pas à réduire tous ses espoirs à néant, lui assénant un sombre tableau de la maternité et de la vie de famille. C'est finalement lors d'une visite chez le gynécologue, alors enceinte de trois mois, que son mal-être explose littéralement. Elle avoue en pleurs à Tom ne pas ressentir pour ces deux bébés ce qu'elle avait ressenti pour les quatre autres : ces deux-ci, elle ne « les aime pas ».
Angie, Nick et leur fils Danny, les Bolen, nouvelle famille emménageant dans l'ancienne maison des Young, semblent cacher un lourd secret en rapport avec leur passé. À la fin de l'épisode, on aperçoit une imposante cicatrice dans le dos d'Angie. Le jeune fils commence à tisser des liens avec Julie, la fille de Susan, qu'il tente de draguer, mais celle-ci n'est pas attirée par le jeune homme. Un soir, sous les yeux de Mme McCluskey, une dispute éclate entre eux. Quelques jours plus tard, alors que Julie sort les poubelles, celle-ci est étranglée par un inconnu cagoulé.
On apprend également dans cet épisode l'histoire d'amour de Mme McCluskey avec un certain Roy qu'elle affuble volontiers du nom de « chaud lapin ».

### Thème de clôture
« Trouver le péché est chose facile dans les banlieues résidentielles. Regardez derrière les portes closes et vous trouverez vos voisines occupées à tromper leur mari, ou contrariées par leur grossesse, ou complotant contre leurs amies. Mais autant nous aimons parler des péchés que commettent nos semblables, autant nous oublions la différence qui existe entre le péché et le mal. Malheureusement, il est toujours quelqu'un prêt à venir nous la rappeler. »

## Distribution
(par ordre d'apparition au générique)

### Acteurs principaux
- Teri Hatcher : Susan Delfino
- Felicity Huffman : Lynette Scavo
- Marcia Cross : Bree Hodge
- Eva Longoria Parker : Gabrielle Solis
- Ricardo Antonio Chavira : Carlos Solis
- Doug Savant : Tom Scavo
- Kyle MacLachlan : Orson Hodge
- Dana Delany : Katherine Mayfair
- Drea de Matteo : Angie Bolen
- Maiara Walsh : Ana Solis
- Brenda Strong : Mary Alice Young
- James Denton : Mike Delfino
- Andrea Bowen : Julie Mayer
- Kathryn Joosten : Karen McCluskey
- Jeffrey Nordling : Nick Bolen
- Beau Mirchoff : Danny Bolen
- Charlie Carver : Porter Scavo
- Joshua Logan Moore : Parker Scavo
- Kendall Applegate : Penny Scavo
- Madison De La Garza : Juanita Solis
- Mason Vale Cotton : Maynard Delfino

### Invités
- Richard Burgi : Karl Mayer
- Kevin Rahm : Lee McDermott
- James McDonnell : Dr. Crane
- Jennifer Radelet : Peggy
- Steve Tyler : Le prêtre

## Production
L'épisode Les Portes closes/Le Mariage de ma meilleure amie a été écrit par le créateur et producteur exécutif de la série Marc Cherry et réalisé par David Grossman. Il marque les débuts dans la série de Drea de Matteo sous les traits d'Angie Bolen, matriarche d'une famille italienne. Alors qu'il cherchait des idées pour la sixième saison de la série, le staff de scénaristes de la série décida d'introduire en son sein une femme au foyer new-yorkaise d'origine italienne, personnage se démarquant ainsi des autres femmes au foyer. Lorsqu'on lui propose le rôle, la comédienne est surtout connue pour son rôle d'Adriana La Cerva dans la série Les Soprano se déroulant dans l'univers de la mafia italienne, qui lui a d'ailleurs valu un Emmy Award. Elle accepte alors d'endosser le rôle d'Angie Bolen sans connaître ni le nom ni le caractère du personnage. Marc Cherry décrit le personnage d'Angie comme « une femme italienne très aimante mais dure qui vient habiter à Wisteria Lane avec son mari et son fils et qui fera tout pour protéger sa famille ». Jeffrey Nordling et Beau Mirchoff font également leur apparition dans cet épisode respectivement en tant que le mari paysagiste d'Angie et leur fils. Maiara Walsh rejoint également le casting de la série lors de cet épisode en tant que personnage régulier alors qu'elle avait déjà fait ses débuts dans un rôle d'invité en tant qu'Ana Solis à la fin de la saison 5.
L'épisode révèle enfin l'identité de la nouvelle femme de Mike Delfino, un mystère qui servit de cliffhanger à la fin de la saison 5,,. Marc Cherry révèle qu'initialement il comptait voir Mike épouser Katherine Mayfair plutôt que Susan Mayer. Mais face à l'insistance des fans de la série, Cherry décida de modifier l'histoire prévue. L'épisode introduit également la longue histoire de Katherine souffrant d'une crise nerveuse consécutive à la perte de Mike au profit de Susan. Cherry ajoute qu'il devrait s'agir d'« une des plus drôles crises nerveuses jamais vues ». L'actrice Dana Delany n'a été informée du changement de scénario seulement une semaine avant de tourner l'épisode. Elle considère ce changement de dernière minute comme « brillant » et est enchantée de la nouvelle storyline concernant son personnage « car le bonheur est important dans la vie, mais c'est le genre de chose ennuyeux dramatiquement ». Pour garder l'identité de la nouvelle épouse de Mike confidentielle, une autre actrice a été utilisée dans le final de la saison 5. Lors du tournage du dernier épisode en juillet 2009, à la fois Teri Hatcher et Dana Delany ont été photographiées en robe de mariée sur le plateau. Enfin, ce premier épisode de la saison introduit également la storyline secondaire de l'étrangleur de Fairview. L'épisode prend fin sur un cliffhanger au cours duquel Julie Mayer est étranglée par une personne inconnue. Cherry dit à propos de cette storyline : « Je suis revenu avec ma propre version de 'Qui a tué J.R. ?' », faisant référence au mystérieux meurtre de J.R. Ewing dans le populaire soap opera Dallas.

## Audiences
Selon l'Échelle de Nielsen, Le Mariage de ma meilleure ennemie a été vu par 13,643 millions de téléspectateurs lors de sa première diffusion américaine sur le réseau ABC le 27 septembre 2009. Parmi les téléspectateurs entre 18 et 49 ans, l'épisode en a attiré 8,6 sur 13. L'épisode est le premier épisode de saison le moins vu de toute l'histoire de Desperate Housewives avec 35 % de baisse par rapport au premier épisode de la saison précédente,. Le mariage de ma meilleure ennemie réalisa de meilleures audiences lors du second épisode de la saison, Mec : mode d'emploi le 4 octobre 2009, qui fut vu par 14.641 millions de téléspectateurs, attirant sur la tranche d'âge 18 - 45 ans 9,2 téléspectateurs sur 14. Néanmoins, malgré sa faible audience, le premier épisode de cette saison affiche de bons scores en comparaison de la saison entière, chaque épisode ayant été vu en moyenne par 12,823 millions de téléspectateurs. L'épisode fut dépassé dans sa case horaire par les audiences du Sunday Night Football sur le réseau NBC qui fut vu par 18,461 millions de téléspectateurs,.

## Titres internationaux
- Anglais : Nice is Different Than Good (« Agréable est différent de bon »)
- Allemand : Sünde (« Péché »)
- Italien : Dietro le porte (« Derrière les portes »)
- Arabe : عروسه (« Épouse »)

## Sources
- (en) Cet article est partiellement ou en totalité issu de l’article de Wikipédia en anglais intitulé « Nice Is Different Than Good » (voir la liste des auteurs).